# Arjola Dedaj
Arjola Dedaj, née le 26 novembre 1981 à Tirana, en Albanie, est une athlète handisport paralympique italienne aveugle qui participe à des épreuves de sprint et de saut en longueur lors d'événements de niveau international.

## Biographie
Dedaj est née en Albanie et souffre depuis l'âge de trois ans de rétinite pigmentaire. Elle est victime de discrimination en raison de sa déficience visuelle dans son enfance car il n'existe alors pas d'institution en Albanie en mesure de lui fournir une éducation. Elle émigre vers l'Italie à bord d'un canot pneumatique en 1998, accompagnée de son père et son frère pour rejoindre sa mère qui réside à Milan,.
Le couple qu'elle forme avec son compagnon, le sprinter Emanuele Di Marino (en), qui est aussi son partenaire d'entraînement et participe comme elle à des épreuves d'athlétisme paralympique, est surnommé « La coppia dei sogni » (« le couple de rêve » en italien).
Elle obtient la sixième place du saut en longueur T11 des jeux olympiques d'été de 2016 et devient championne lors des championnats du monde de Londres 2017. En 2024, lors des championnats du monde d'athlétisme handisport, elle arbore pour la première fois un masque doré orné de plumes aux couleurs de l'Italie.
En 2024, lors des jeux paralympiques d'été de 2024, elle obtient une 4e place au saut en longueur mais se distingue surtout pour le masque en forme de papillon bleu qu'elle porte. D'après Madame Figaro, la viralité des photos où elle l'arbore en font une icône de ces Jeux paralympiques.